# Карлос Рейлес
Ка́рлос Ре́йлес (ісп. Carlos Reyles, повне ім'я: Ка́рлос Кла́удіо Ре́йлес ісп. Carlos Claudio Reyles; *30 жовтня 1868, Монтевідео, Уругвай — †24 липня 1938, там же) — уругвайський письменник та есеїст, вважається зачинателем уругвайського побутового роману.

## З життєпису
Народився у родині Карлоса Рейлеса (Carlos Reyles) та Марії Гутьєррес (María Gutiérrez). Походячи із заможного сімейства, головною справою в житті обрав для себе управління своїм майном, також здійснив декілька подорожей Європою. Освіту здобув в Уругвайському Іспанському коледжі (Colegio Hispano Uruguayo) в Монтевідео.
Познайомився з Антонією Єрро (Antonia Hierro), виконавицею сарсуели, одружився з нею, а потім розлучився в 1906 році.
У 1915 році Карлос Рейлес заснував Сільську федерацію Уругваю (Federación Rural de Uruguay), і деякий час займався політичною діяльністю.
Внаслідок низки оборудок, пов'язаних із успадкованим майном, що мали сумнівну вигоду, натомість значні видатки, наприкінці життя втратив велику частину своїх статків.

## Творчість
Як літератор Карлос Рейлес спершу перебував під впливом реалізму, а згодом, захопившись французьким декадансом, схилився до модернізму. Також є автором есеїв соціального спрямування.
Письму К. Рейлеса притаманний тонкий психологізм, ретельна увага до внутнішніх переживань своїх персонажів.
Доробок
- Por la vida (роман; 1888)
- Beba / «Беба» (роман; 1894)
- Primitivo / «Примітіво» (повість; 1896)
- El extraño (роман; 1897)
- Sueño de rapiña (1898)
- La raza de Caín / «Каїнове плем'я» (роман; 1900)
- El ideal nuevo (нарис; 1903)
- La muerte del cisne (нарис; 1910)
- El terruño (роман; 1916)
- Diálogos olímpicos (2 тт.; 1918—1919)
- El embrujo de Sevilla (роман; 1922)
- Historia sintética de la literatura uruguaya / «Загальна історія уругвайської літератури» (1931)
- El gaucho florido (роман; 1932)
- Diarios / Щоденники (опубліковані посмертно в 1970)

## Джерело
- Уругвайские рассказы. Перевод с испанского., М.: Госиздат худ.л-ры, 1957, 125 с. — С. 4-5 (рос.)